# Sarah Hesterman
Sarah Hesterman é uma ativista estadunidense pela igualdade de gênero e delegada dos EUA na Assembleia da Juventude das Nações Unidas. Em 2014, ela foi nomeada uma das 100 mulheres mais inspiradoras do mundo pela BBC.

## Infância e educação
Sarah Hesterman nasceu nos Estados Unidos, filho de John W. Hesterman, tenente-general da Força Aérea, e da Dra. Jennifer Hesterman, professora e coronel aposentada da Força Aérea. Quando criança, em uma família de militares, ela se mudou com frequência, tendo morado em lugares como Washington DC, Catar e Reino Unido.
Sarah Hesterman é estudante da Long Island University Global.

## Ativismo
A família de Sarah Hesterman mudou-se para o Catar em 2013. Ela foi motivada a se tornar uma ativista enquanto vivia no Oriente Médio, e fundou a filial do Catar do programa Girl Up das Nações Unidas na Escola Americana de Doha, em agosto de 2014.
Em 2015, Sarah esteve envolvido na campanha pela aprovação do Girls Count Act, um projeto de lei americano que visava melhorar o registro e a documentação do nascimento de meninas em todo o mundo.
Em 2022, Sarah Hesterman tornou-se associada do programa #ShePersisted, uma organização cofundada pela especialista em igualdade de gênero Lucina Di Meco e pela ativista democrática e especialista em eleições Kristina Wilfore. Sarah também escreveu sobre como os direitos das mulheres são ameaçados online pela desinformação de género na Hungria e na Tunísia. Estes relatórios fazem parte da série de pesquisas Monetizing Misogyny de #ShePersisted, que examina o uso da desinformação de gênero como arma para minar o envolvimento das mulheres na política e para enfraquecer as instituições democráticas e os direitos humanos.

## Reconhecimento
Em 2014, ela foi nomeada uma das 100 mulheres mais inspiradoras do mundo pela BBC.
Em 2015, Sarah Hesterman recebeu o prêmio de Criança Militar do Ano da Força Aérea pela Operação Homefront.

Em 2016, Sarah Hesterman foi nomeada uma das 'Empower Women's Champions for Change' das Nações Unidas.